# Aeronave experimental
Uma aeronave experimental é uma aeronave que não está certificada para uso regular, seja militar ou civil. Geralmente implica a pesquisa de aspectos relacionados com a atitude de voo e ou a experimentação de novas tecnologias aeroespaciais. Também designados como demonstradores de tecnologia, a sua construção destina-se especificamente a um único propósito, relacionado com um ou mais programas de pesquisa usualmente de carácter militar, patrocinados ou construídos por agências publicas ou privadas, para uso militar, comercial ou simplesmente por uma questão de hobby.

## História
Após os primeiros passos da civilização, egípcios, gregos e chineses começaram a conceber pequenos objectos voadores, porém, nenhum pode ser considerado uma aeronave. Por volta do século VI d.C. os chineses, por exemplo, já construíam asa-deltas robustas o suficiente para suportar o peso de um homem de médio porte. A primeira pessoa a dedicar-se à concepção de uma aeronave foi Leonardo DaVinci, contudo os seus desenhos não foram materializados em verdadeiras máquinas voadoras. No séc. XVIII d.C. deu-se o primeiro voo de um aerostato, obra do português Bartolomeu de Gusmão, que o apresentou à corte portuguesa e o baptizou de "Passarola".
Contudo, só a partir do final do século XIX é que um grupo de pioneiros, um pouco por todo o mundo, dedicaram-se a construir aeronaves experimentais, numa corrida para ver quem seria o primeiro a conceber o primeiro aeródino.
Havendo frequentemente uma "explosão" de aeronaves experimentais em períodos de guerras, como por exemplo na Primeira Grande Guerra, na Segunda Guerra Mundial e durante a Guerra Fria, muitos pioneiros e construtores de aeronaves têm focado-se ao longo da história a criar aeronaves experimentais para bater recordes de velocidade, como o X-15 ou o X-45, alcance máximo, peso máximo de descolagem e, mais recentemente, a experimentação tem sido usada para testar novos componentes tecnológicos, materiais de maior durabilidade e sustentabilidade, como o experimental Solar Impulse.
Depois de efectuarem diversos testes, é comum aeronaves experimentais receberem o certificado de aeronavegabilidade, e algumas chegam a tornam-se verdadeiros ícones, como o protótipo Concorde F-WTSS que se tornou no Concorde ou o Boeing N747001 que se tornou no primeiro Boeing 747, o Jumbo Jet.

## Importantes aeronaves experimentais

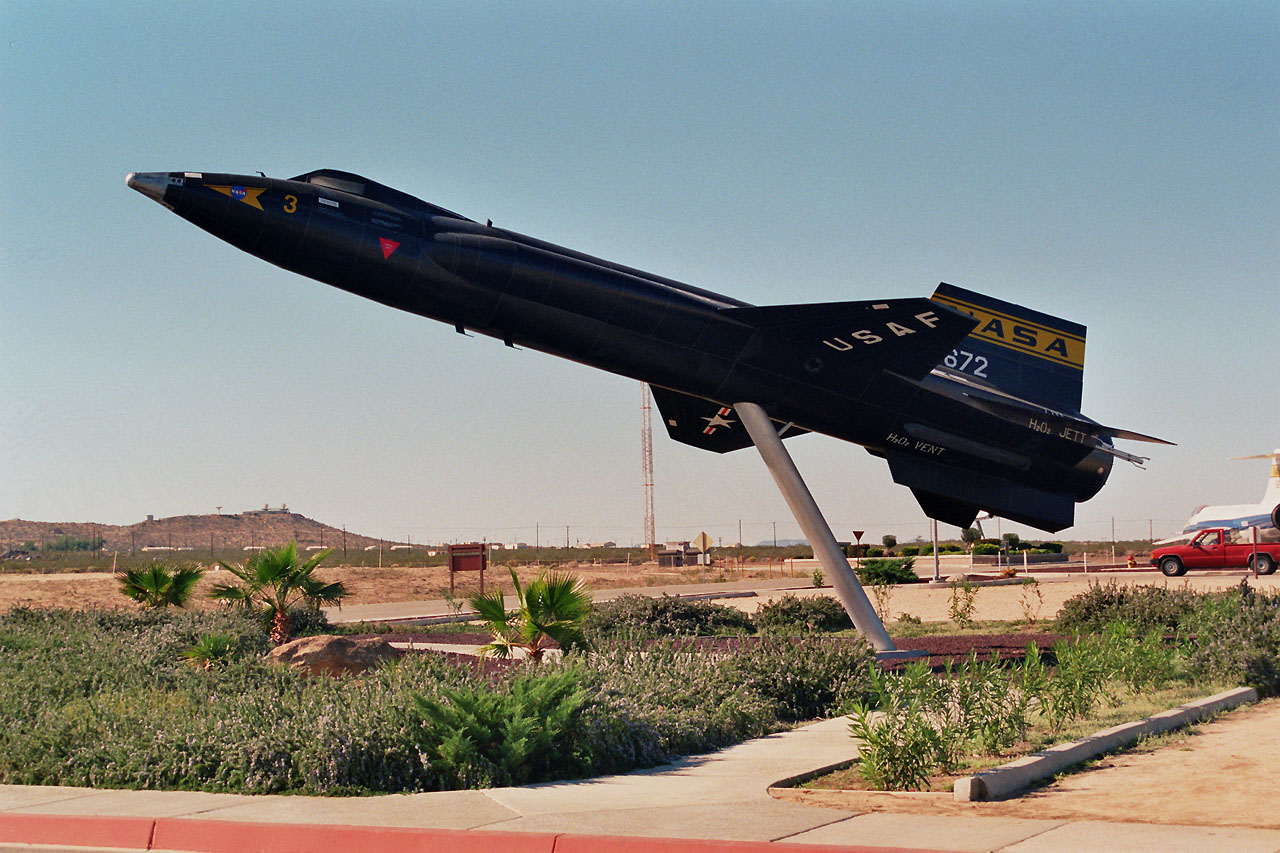
O X-15, uma das mais famosas aeronaves experimentais tripuladas.

- Avrocar - projecto de uma aeronave circular[9]
- Focke-Wulf Fw 61 - o primeiro helicóptero funcional[10]
- Heinkel He 178 - o primeiro turbojato operacional[11]
- Horten Ho 229 - a primeira asa-voadora e aeronave furtiva[12]
- Monstro do Mar Cáspio - colossal ecranoplano[13]
- NASA X-38 - aeronave de retorno de emergência da Estação Espacial Internacional[14]
- NASA X-43 - a aeronave mais rápida alguma vez construída pelo homem[15]
- North American X-15 - a primeira a voar em velocidades acima de Mach quatro, cinco e seis[16]

## Tipologia

### Militar
As aeronaves militares experimentais, frequentemente, são demonstradores de tecnologia e/ou aeronaves de pesquisa, proporcionando investigação tecnológica e/ou estrutural sobre diferentes aspectos da performance do aparelho, que mais tarde poderá reflectir também nas aeronaves de uso exclusivamente civil. Num destes casos, por exemplo, a tecnologia fly-by-wire, usada e testada no cancelado Avro CF-105 Arrow, é actualmente uma tecnologia padrão na aviação militar, comercial e executiva e também começa a ser usada nos helicópteros militares.

### Civil
Mais recentemente, começaram também a ser designados como aviões experimentais aqueles de construção amadora (não industrial), destinados ao voo de recreio e conhecidos como ultraleves. No entanto, precisam de ser homologados pela respectiva entidade nacional responsável e a sua construção está devidamente regulamentada, nomeadamente os seus requisitos mínimos e de voo, processo de fabricação e habilitação dos pilotos:
- Portugal - Instituto Nacional de Aviação Civil (INAC) - Portaria n.º 332/90, de 2 de Maio de 1990.[20]
- Brasil - Agência Nacional de Aviação Civil - Regulamento Brasileiro de Homologação Aeronáutica (RBHA) n.º 103 A.[21]

Nos Estados Unidos (e na Austrália também) existem leis mais flexíveis sobre aviões experimentais do que nos restantes países, o que induziu uma grande quantidade de aviões de montagem caseira e ex-militares aptos a voar, regulados no entanto pela Administração Federal de Aviação.